# Soledad Diab
María Soledad Diab Aguilar (Guayaquil, 4 de abril de 1973) es una modelo y política ecuatoriana de ascendencia libanesa. Ganadora del título Miss Ecuador 1992 y ganadora de Miss Fotogénica en el Miss Universo 1992. Fue asambleísta por el Partido Social Cristiano, y actualmente es Concejal independiente de Guayaquil.

## Biografía
María Soledad nació el 4 de abril de 1973, en Guayaquil, Ecuador. Estudió en el colegio María Auxiliadora de Guayaquil. 
Se casó con Richard Bohrer en 1993 con quien tiene tres hijas, luego de un discreto divorcio y una nueva época de exposición pública política, contrajo segundas nupcias con el empresario cuencano Diego Acosta.
- Diana Bohrer Diab
- Charlotte Bohrer Diab
- Soledad Bohrer Diab

### Miss Ecuador 1992
En 1992 obtuvo el título de Miss Ecuador. Dentro del Miss Universo 1992 se llevó el título de Miss Fotogenia.

### Presentadora de noticias
Ingresó a Gamavisión a ser presentadora de noticias. Posteriormente ingresó a Ecuavisa, donde fue conductora de la revista «Complicidades» y creó el espacio «Gente» dentro del noticiero Televistazo.

## Vida política

### Diputada Nacional
Fue Subsecretaria de Turismo, en el año 2004 resultó electa Consejera Provincial del Guayas, y el año 2007 se candidateó al Congreso Nacional de Ecuador por el Partido Social Cristiano, obteniendo un curul. El 14 de mayo de 2021 se posesionó como asambleísta por el distrito 3 de la provincia del Guayas.

### Asambleísta Nacional
Ante las elecciones legislativas de 2021 presentó su candidatura a la Asamblea Nacional por el mismo partido, resultando electa.

### Concejal de Guayaquil
Actualmente es miembro del Concejo Municipal de Guayaquil, habiendo sido electa por el Partido Social Cristiano en los comicios seccionales de Guayaquil de 2023. El 15 de mayo de 2025, durante la sesión ordinaria del cabildo, Diab expresó ser independiente, desligándose de la tienda política por la que fue electa.

## Televisión
| Año  | Programa           | Rol                        | Cadena     |
| ---- | ------------------ | -------------------------- | ---------- |
| 1994 | Noticiero Nacional | Presentadora de noticias   | Gamavisión |
| 1999 | Complicidades      | Presentadora de variedades | Ecuavisa   |
| 2000 | Televistazo        | Presentadora de noticias   | Ecuavisa   |